# Леополдсхаген
Леополдсхаген (њем. Leopoldshagen) општина је у њемачкој савезној држави Мекленбург-Западна Померанија. Једно је од 54 општинска средишта округа Икер-Рандов. Према процјени из 2010. у општини је живјело 764 становника. Посједује регионалну шифру (AGS) 13062031.

## Географски и демографски подаци
Леополдсхаген се налази у савезној држави Мекленбург-Западна Померанија у округу Икер-Рандов. Општина се налази на надморској висини од 6 метара. Површина општине износи 19,6 km². У самом мјесту је, према процјени из 2010. године, живјело 764 становника. Просјечна густина становништва износи 39 становника/km².